# Peliosanthes weberi
Peliosanthes weberi là một loài thực vật có hoa trong họ Măng tây. Loài này được Léopold Rodriguez mô tả khoa học đầu tiên năm 1934 dưới danh pháp Neolourya weberi. Năm 2004 Noriyuki Tanaka chuyển nó sang chi Peliosanthes.